# Reliegos
Reliegos es una pedanía y localidad española del municipio de Santas Martas, en la provincia de León, comunidad autónoma de Castilla y León. Está ubicada en el tránsito entre las comarcas de Tierra de Campos y la Vega del Esla, por lo que recibe influencia de ambas demarcaciones geográficas. 
Desde el surgimiento de las primeras peregrinaciones a la tumba del Apóstol Santiago, Reliegos ha sido paso obligado de los Caminos de Santiago; concretamente, la ruta del Camino Real Francés discurre por su calle principal.
Las celebraciones más representativas de la localidad son la Semana Santa, la festividad de San Isidro Labrador, la Semana Cultural de Reliegos —primera semana del mes de agosto—, las fiestas patronales —en honor a San Cornelio y San Cipriano—, y la Jornada de Convivencia Municipal —último domingo del mes de agosto—.

## Toponimia
Siguiendo la ley romana que habían asumido los Visigodos, los "bienes de nadie" ("bona vacantia"), es decir, sin propietario determinado, pertenecían al Estado. Durante la repoblación los reyes hispanos ofrecían “tierras de nadie” a todo aquel que las estuviera dispuesto a trabajarlas y defenderlas. Este ofrecimiento real siempre se aceptaba en grupo. El jefe del grupo elegía las tierras que habían de roturar y las repartían entre sus compañeros en lotes, hoy llamados “suertes”. 
El nombre de Reliegos lo da el cabeza de familia que toma estas tierras “por pressura” y se asienta en este lugar. La raíz de este nombre es latina. Así, los verbos “relinquo” (“dejar restos”) o “relego-is” (“agrupar de nuevo”), así como el sustantivo “relinquiae-arum” (“reliquias, restos”), están en el origen del topónimo de Reliegos.

## Geografía

### Ubicación
El término municipal de Santas Martas —al que pertenece la pedanía de Reliegos— y que abarca una superficie de 118,80 km², está situado al sureste de la provincia de León, en una zona de transición entre la ribera del río Esla y Los Oteros. Su territorio está representado en la hoja MTN25 y MTN50 (escala 1:50 000) 195 del Mapa Topográfico Nacional.
| Noroeste: Mansilla de las Mulas                           | Norte: Mansilla de las Mulas                                    | Noreste: Valdepolo                  |
| Oeste: Mansilla Mayor                                     |                                                                 | Este: El Burgo Ranero               |
| Suroeste Corbillos de los Oteros y Gusendos de los Oteros | Sur: Villamoratiel de las Matas y Santa Cristina de Valmadrigal | Sureste: Villamoratiel de las Matas |

### Orografía
Reliegos se encuentra en la zona norte de la Meseta Norte y presenta, en general, un relieve suave con escasas elevaciones. Estas llanuras generalizadas están labradas sobre arcillas, y son el resultado de un desmantelamiento realizado en distintas fases durante el Cuaternario.
La altitud de los territorios y parajes que conforman la pedanía oscilan entre los 812 y los 874 msnm. Esta diferencia supone el paso de un paisaje completamente llano a un terreno elevado, de suaves pendientes, que culmina en altos como el que señala el Vértice Geodésico de El Desmontón (854,202 msnm). En lo referido a la localidad, esta se encuentra ubicada sobre un promontorio arcilloso a 825 msnm, en el cual se encuentra ubicado parte del casco urbano que comprende la localidad.

### Hidrografía
La totalidad del territorio que compete a Reliegos se encuadra dentro de la cuenca hidrográfica del Duero, caracterizándose sus cursos fluviales, como en buena parte de la provincia, por la irregularidad de su caudal, con estiajes en época estival y crecidas en otoño e invierno debido a la lluvia y a la fusión de las nieves.
La vega del Arroyo de Valdearcos es la más importante del término territorial de la pedanía y, procedente de la Laguna de Rueda, se extiende de noroeste a suroeste, junto a la vecina localidad de Valdearcos. El Arroyo de Valdearcos desemboca en el río Esla, al este de Benamariel y al noroeste de Fresno de la Vega. 
Existen numerosos cursos de agua de menor importancia que se caracterizan por su acusada irregularidad y escaso caudal. Entre ellos, destaca el Arroyo de Santa María, que vierte sus aguas al Arroyo de Valdearcos, hacia el sureste de Reliegos. También existen caudales fluviales artificiales como son los canales de riego empleados en los cultivos agrícolas de regadío.

### Clima
El clima en Reliegos se clasifica como mediterráneo continentalizado, de inviernos fríos con frecuentes heladas, y veranos cálidos y secos. La oscilación térmica anual ronda los 15 °C mientras que la diaria supera en ocasiones los 20 °C. Las precipitaciones se reparten de forma irregular a lo largo del año, con escasez de las mismas en verano, concentrándose al final del otoño, en los meses invernales y al principio de la primavera. La altitud sobre el nivel del mar, su elevada situación sobre el entorno y el verse afectada libremente por los vientos favorecen un ambiente generalmente fresco gran parte del año, siendo especialmente desapacible en invierno y primavera.
Según la clasificación climática de Köppen, Reliegos se encuadra en la variante Csb, es decir clima mediterráneo de veranos suaves, con la media del mes más cálido no superior a 22 °C pero superándose los 10 °C durante cinco o más meses. Se trata de un clima de transición entre el mediterráneo (Csa) y el oceánico (Cfb).

## Naturaleza

### Geología
Según las unidades geológicas en las que se subdivide el Macizo Ibérico, Reliegos se encuentra en una de las denominadas Cuencas Cenozoicas, al sur de la Zona Cantábrica. Más concretamente, se ubica dentro de la Cuenca del Duero, lo que ha permitido que afloren en esta zona sedimentos continentales pertenecientes al Terciario y al Cuaternario. Esta zona también se ubica próxima al borde centro-meridional de la Cordillera Cantábrica. La importante elevación y el carácter de borde tectónicamente activo de la fachada sur de esta Cordillera ha condicionado la sedimentación terciaria que abunda en Reliegos y en otras zonas adyacentes. El principal mecanismo de entrada y distribución de los materiales a la cuenca a través de este borde tuvo lugar mediante un conjunto de grandes abanicos aluviales, que con diferente desarrollo y composición, se solapan y superponen en un espacio temporal entre el Paleógeno inferior y el Pleistoceno inferior. Durante el Cuaternario, toda la Cuenca del Duero, incluida esta zona, ha sufrido un importante proceso de erosión, ocupando las formaciones de origen fluvial (terrazas) amplias extensiones.
La edad de la terraza que comprende del término territorial de la pedanía está condicionada por la existencia de un yacimiento arqueológico en el paraje de La Toza. En este lugar, ubicado al sureste de Reliegos, ha aparecido industria lítica del Paleolítico Inferior (Achelense medio) sobre la terraza h del río Esla. Además, el hecho de que las piezas clasificadas se hubieran recogido en superficie proporciona únicamente una edad mínima, que supone que el depósito de la citada terraza sería anterior a la edad del propio yacimiento, es decir, 150.000 - 120.000 años.
A nivel litológico los materiales más destacados que se encuentran en el término territorial de Reliegos son: por un lado, arenas, limos con índices de carbonato y conglomerados polimícticos del Neógeno; y por otro gravas silíceas, limos, arenas, glacis y cantos del Cuaternario. La naturaleza litológica de los materiales que afloran en este sector geográfico restringe exclusivamente el aprovechamiento de los mismos a las denominadas "rocas industriales". De este modo, en el término territorial de la pedanía de Reliegos existe una explotación permanente de tipo industrial cuyo cometido es el aprovechamiento de materiales cuaternarios como áridos naturales, principalmente arenas y gravas, aptos para la fabricación de hormigones.

### Flora
Antes de la llegada de Roma, durante la época del pueblo astur, estos parajes estaban cubiertos por un tupido bosque de encinas que se mezclaban con alguna mata de roble. La colonización romana trajo nuevos afanes y métodos agrícolas, lo que diezmó en buena medida las arboledas. Durante las siguientes centurias, aún se conservaron numerosos encinares, hasta que la repoblación medieval extendió e intensificó la explotación agraria. La Edad Media fue el periodo de tiempo en el que mayores actividades de deforestación se emprendieron con el fin de habilitar terrenos para el cultivo. En la actualidad se conservan algunos ejemplos de encinares, generalmente de forma dispersa. El más importante es el monte ubicado en el paraje de La Cota, al noreste de Reliegos, que está formado por encinas, robles y, en menor medida, pinos. Este bosque también ha sufrido una profunda degradación debido a agresiones frecuentes como: el uso de su madera para la elaboración de carbón vegetal ("cisco") y leña en épocas pasadas, además de la roturación para obtener nuevas tierras, pastos para el ganado o caminos agrícolas. 
Por otra parte, es destacada la presencia de pinares, acebos y encinas de repoblación, que intentan fortalecer los terrenos desnudos e inservibles para la producción agroganadera. Además, se advierte la presencia de algunos pocos árboles frutales que crecen libremente en espacios que tiempo atrás fueron huertas —manzanos, perales, castaños, nogales, higueras y almendros—. 
El resto de masas arboladas de importancia se encuentran en la vega del Arroyo de Valdearcos. En esta zona, aparte de las plantaciones de chopos, hay varias especies de sauce —palero, salguero, matorral, etc.—, que forman espeso soto en algunos tramos, junto a una especie autóctona que paulatinamente ha ido desapareciendo del paisaje leonés, como es el álamo. También están presentes los alisos.
En otro orden, existen arbustos de especies tan variadas como los endrinos o "brunos ciegos", que crecen en casi todos los antiguos linderos. También se reproduce el espino albar ("majuelos" o "espino mayoral"), que abundan en las cuestas de secano. Otro arbusto muy común en esta zona es el rosal silvestre ("agavanza", "agavanzo", "picaculo", "escaramujo" o "tapaculo"), el cual brota fuertemente en las viejas lindes, así como en otros espacios. La zarzamora completa el paisaje arbustivo del término geográfico de Reliegos.
En las zonas donde no está presente el estrato arbóreo, principalmente laderas de solana y barbechos, debido tanto a la baja calidad del suelo como a la escasez hídrica, aparece tomillo en sus dos variedades ("de rama" y "salsero"), la zarza rastrera. También se advierte la presencia, aunque más minoritaria de, tojos, retamas, abrojos, torbisco, chaguazo y genistas.
En la familia de las plantas, es bastante frecuente la mielga ("alfalfa montesina") en sus diversas variedades, el trebolillo, el malvisco, la arveja, el "apavostros", la grama de olor o la lengua de buey, cuya flor de color púrpura es muy codiciada por las abejas. La lista continúa con especies como collejas, malvas, llantenes, achicorias, gordolobos, ortigas, viboreras, cardos ("cardencha", "lampazos", "burreros", etc.), hierbas de Santiago, hierbas moras y mil en rama.
En cuanto a flores, cabe mencionar especies de colores fuertemente vivos como la amapola, el azulejo, la margarita, la chirivita, el cantueso, la cerrajas, la hierba lombriguera y el cenizo, esta última muy presente en aquellos suelos roturados para el cultivo cerealista. Otras plantas que germinan en este territorio y que no son demasiado vistosas por su simple cromática verdosa son la acedera, la romaza o la cebadilla.
Las huertas que abundan en el territorio de la pedanía producen una flora completamente diferente a la ya mencionada. Así, los árboles están orientados plenamente a la recolección de sus frutos —manzanos, perales, ciruelos, cerezos, albaricoqueros, membrillos, brunos, moreras, castaños, nogales, higueras y almendros—. Por otro lado, las hortalizas cultivadas son las características de toda la huerta leonesa —pimientos, guisantes, lechugas, berzas, escarolas, lombardas, nabos, rábanos, zanahorias, patatas, garbanzos, judías, acelgas, alcachofas, calabacines, calabazas y pepinos—. Destaca por encima del resto con una fama que excede las fronteras de la provincia, el tomate, que en épocas pasadas se concibió como el sustento económico principal de muchas familias de Reliegos.
Las grandes extensiones agrícolas de regadío se dedican al cultivo de maíz, girasol y plantas forrajeras para el ganado. Recientemente, se han incorporado nuevas plantaciones de remolacha azucarera y lúpulo. En cambio, en las áreas de secano, tan arraigado durante centurias en esta zona, se siembran cereales —trigo, cebada, centeno y avena—. Es prácticamente insignificante el número de viñas que se conservan en la actualidad. Estos viñedos contienen cepas de variedades tan dispares como palomino-jerez, tempranillo-aragonés, híbrido, valenciana, garnacha riojana y alicante.

### Fauna
Durante la época de los pueblos prerromanos, la presencia de ciervos era algo habitual en esta zona geográfica. La existencia de grandes y espesos bosques de encinas también resultó ser el hábitat ideal para otros animales como jabalíes, corzos y lobos. Sin embargo, desaparecido el bosque, la fauna autóctona que subsiste es la propia de llanuras cerealistas; es decir, un número escaso de mamíferos, pero un vasto listado pajaril. Durante las campañas militares de la Reconquista, fue determinante el papel desempeñado por la cabaña equina —caballos, mulos y asnos—. Así, se realizaron grandes actividades de deforestación, dando paso a intensivos cultivos de avena necesarios para alimentar a este ganado de guerra y tiro. Las magnitudes de los cultivos cerealistas eran muy importantes, ya que los equinos eran capaces de comer más que el ganado vacuno o el ovino.
Si el lobo es prácticamente excepcional —alguno baja de las montañas tras los rebaños de ovejas—, el zorro o raposo es más usual; antiguamente, su presencia era muy frecuente en aquellas localizaciones donde se ubicaban los basureros de la localidad. 
De la familia de los lepóridos son muy frecuentes el conejo silvestre y la liebre. Ambos, son objetivo de la caza menor, por lo que es muy común la repoblación de conejos en determinadas fechas del año. Por el contrario, la presencia de la garduña es prácticamente insignificante.
Otras especies existentes en estos parajes con colonias más estables y nutridas son los erizos, los ratones de campo, los topillos y los topos, cuyas madrigueras están presentes en los ribazos y barbechos. También son muy frecuentes las lagartijas y los lagartos.
La lista de aves que coexisten en este territorio es muy amplia. Las colúmbidas —palomas y tórtolas— son una de las especies más numerosas, y sobreviven en los palomares de barro que todavía se conservan en diferentes partes de la localidad. Por su parte, la perdiz roja tiene gran presencia en los rastrojos, las viñas y las cuestas. Además, la perdiz roja es una especie pajaril objetivo de la caza menor, por lo que la repoblación ya es una costumbre impuesta para contrarrestar la diezma que provoca esta práctica. La presencia de la avutarda puede ser ocasional, puesto que sus nidales no están presentes en el término territorial de Reliegos; si bien es cierto que su hábitat se ubica a pocas decenas de kilómetros al sureste de la pedanía.
En cuanto a aves rapaces son frecuentes los milanos, las águilas ratoneras, los aguiluchos, los cernícalos —incluida la especie cernícalo primilla—, los alcotanes, las lechuzas, los mochuelos y el búho chico. También son igual de frecuentes cuervos, grajas o urracas, mirlos o estorninos, tordos —muy habitual en los campos de cereales y en el casco urbano de la localidad—, golondrinas —presentes solo durante los meses de verano—, aviones, vencejos, alondras, cogujadas, codornices —presentes únicamente desde mayo a septiembre— y calandrias. Entre los pájaros de menor tamaño destacan los trigueros, los verderones, los jilgueros, las lavanderas, los pardillos, los petirrojos —solo durante el invierno—, los ruiseñores, los mosquiteros o lúganos —visible cuando nieva en la montaña—, las abubillas, los alcaudones, los zorzales y los abejarucos. En el interior del soto del Arroyo de Valdearcos, existen nidos de urracas, pegas y grajas —solo durante los meses de marzo y abril— en la copa de los chopos. Ya en las proximidades del agua, hay lavanderas, martín pescador y andarríos.
En las charcas, lagunas y otras zonas húmedas abundan las ranas —común y de San Antonio—, las salamandras, los tritones y los sapos, aunque estos últimos, también habitan en otras zonas con escasa humedad. Dentro del agua hay poca vida. Los estiajes de los arroyos dejan su lecho prácticamente seco en varios kilómetros al cruzar estos parajes. Entre los peces destacan barbos, bogas, bermejuelas, tencas, gobios, lucios, truchas, cachos, ciprínidos y black bass. También hay culebras de agua.
Finalmente, en el mundo de los insectos se contabilizan libélulas y caballitos del diablo —ambos en sotos y charcas—, así como saltamontes, mariposas, grillos, escarabajos, abejas, avispas, abejorros, orugas y arañas, entre otros.

### Parques y jardines
Existen varias zonas verdes repartidas por diversos enclaves de la localidad. Dentro del casco urbano, son cuatro los parques urbanos existentes: el «Jardín de los Lavaderos», el «Jardín de la Calle Zapardiel», el «Jardín de la Casa del Concejo», y el «Jardín de la Calle Cantarranas». Además, próximo a los antiguos Colegios de Educación Infantil y Primaria, hay un parque infantil equipado con algunos elementos recreativos que cumplen la normativa de seguridad vigente. 
Por otra parte, fuera del núcleo poblacional existen tres áreas de descanso enfocadas a los peregrinos de las rutas de los Caminos de Santiago que discurren por el término territorial de la pedanía. De este modo, en el Camino de Santiago Francés el caminante se encuentra con el «Área de Descanso del Valle de Santa María», y posteriormente, con el «Área de Descanso de Las Madrices». Además, en el paraje de Valdiurán, existe un tercer área de descanso.

## Historia

### Prehistoria
En el paraje de La Toza, ubicado al sureste de la localidad, existe un yacimiento —Yacimiento de La Toza— del Paleolítico Inferior (Achelense medio) donde se han recogido, en superficie, un total de 118 piezas diversas. Estos elementos corresponden a la denominada tecnología lítica, y tienen una antigüedad que ronda los 150.000 - 120.000 años. Por otra parte, en algunos parajes y despoblados cercanos a Reliegos, se han encontrado "piedras de rayo" o "hachas de sílex", correspondientes a la época del Neolítico. Además, una de las piezas recogidas es un "hacha plana con anillas" de la Edad de Bronce; exactamente, es un "hacha de talón con sección hexagonal y dos anillas". Este elemento destaca por haber sido hallado fuera del sector geográfico en el que se desarrolló históricamente, que corresponde con la mitad norte de las provincias de Burgos y Palencia. Por ello, las teorías indican que la pieza penetró en el Yacimiento de La Toza como elemento de intercambio entre las comunidades locales que habitaban la zona. Además, su estructura es muy similar a los ejemplares encontrados en el noreste de la Cuenca del Duero, caracterizados por disponer de un cuerpo estrecho y un corte dilatado y curvo. Como singularidad, el ejemplar tiene una decoración por ambas caras, a modo de gotas de lluvia.

### Edad Antigua
Comúnmente, a esta pedanía se le atribuye el asentamiento de la ciudad romana de Pallantia o Palantia, y no debe confundirse con el asentamiento romano de Palencia. No obstante, existen ciertas discrepancias sobre su exacta ubicación geográfica. En esta línea, algunos autores se decantan por localizarla en las proximidades de Villamarco. Mientras que, en la última prospección arqueológica realizada en esta zona de la provincia, se ha verificado la existencia de un yacimiento de bastante entidad en el paraje de El Quintanal, cercano a Santas Martas, abriendo así una tercera vía para la ubicación exacta de esta ciudad romana. Incluso hay vertientes que señalan a Villamoratiel como posible ubicación del citado asentamiento romano. Independientemente de su localización geográfica, "Pelontium", como denominó Ptolomeo a esta ciudad, era la capital de los Luggones. En la propia ciudad o en sus proximidades confluían las vías Asturica Augusta-Tarraco y Asturica Augusta-Burdilaga —encargadas de conectar el Convento Asturicense con el Pirineo Oriental— con la Vía I del Anónimo de Rávena, que se dirigía hacia el norte, alcanzando Lancia y Legio después. Esta mansio se menciona en la vía número XXXII y en la número XXXIV del Itinerario de Antonio Augusto Caralla, probablemente escrito en el siglo III, aunque solo se conserva la copia procedente de la época de Diocleciano (siglo IV). Por otra parte, en la ciudad de Pallantia llegaron a confluir tres calzadas militares romanas. Es significativo el topónimo de la cercana localidad de Valdearcos ("Vallis-arcuum"), es decir, "valle de los arcos", en clara alusión a un puente romano por el que pasaban las legiones, enclavado en un lugar desconocido. Finalmente, esta ciudad fue saqueada por el rey visigodo Teodorico II en el 456, y no fue repoblada hasta bien entrada la Edad Media.
En el Museo Arqueológico Nacional de Tarragona se custodia una inscripción grabada en un fragmento de piedra en la que aparece el nombre de una mujer, Licinia Flaccilla, originaria de Pallantia. En la piedra, se reproduce el siguiente texto:

"Lic(inia) Flaccilla Palent(ina) Pom(peiae) Paternae Viminaciensi sorori pientissimae et incomparabilissimae in memoria posuit".

Y la traducción en lengua castellana propuesta por los investigadores es la que sigue:

Licinia Flaccila, natural de Pallantia, puso este monumento a su hermana piadosísima e incomparabilísima Pompeya Paterna, natural de Viminacio.

Al parecer, esta persona emigró a Tarraco junto a su hermana, Pompeia Paterna. Ambas llevaban diferente gentilicio, lo que podría interpretarse en el sentido de ser hermanas de madre, teoría que se apoyaría en el hecho de los constantes desplazamientos de la familia: Viminatium, Pallantia y Tarraco. Estos habituales cambios de residencia podrían deberse a que formasen parte de la élite de las ciudades, y de ahí se explicase su presencia en la capital de Tarraconense. 
Por otra parte, también de la época del Imperio romano se ha encontrado una tégula con la inscripción de la Legio VII, otras tégulas de menor importancia, un molino completo y fragmentos de terra sigillata en el paraje de "Vallorno" ("Valle del Horno").

### Edad Media
Procedente de la Edad Media, han aparecido múltiples materiales, tanto en el pueblo como en diversos despoblados cercanos. Pero, el objeto descubierto de mayor importancia es una estela discoidal, que hoy se encuentra en dependencias de la Universidad de León.
Entre el final de la dominación romana, la caída de la monarquía visigoda y los primeros tiempos de la Reconquista son escasas las referencias históricas con las que contamos. Durante la primera fase de expansión del Reino de Asturias (718 - 910), la mansio de Pallantia aparecía dentro del Campus Gothorum (Campi Gothici, Campi Gothorum, Campos Góticos o Campos Godos) como asentamiento importante. La llegada del pueblo bereber desembocó en un abandono generalizado de estos campos, que acabaron por convertirse en matorrales y robledales. De forma paralela al avance militar de las tropas cristianas, se produjo se produjo un proceso de repoblación, hoy llamado colonización, con el asentamiento de población cristiana. En la Vega del Esla, el aumento demográfico fue posible gracias al asentamiento de población mozárabe. Estas gentes procedían del sur peninsular y emigraban al norte durante las coyunturas de incremento de la represión religiosa en Al-Ándalus.
En el testamento del rey Ordoño II, fechado el 16 de abril de 916, se indica la pretensión de donar a la Iglesia de Santa María de León las siguientes villas: Relligos, Sancta Marta, Villamarco, Castrofadoth, Veiga, Villaedam, Castro de Terra, Fresno y Valdasnarios. El fragmento textual donde se especifica esta voluntad del monarca es el que sigue:

"In nomine triplo, simplo, divino: Ego Ordonius nutu Dei Rex (...) Offero (...) In valle Salicis, Ecclesiam Sancti Cypriani cum vilullis suis Relligos, Villamarco, Cornelios, Villaedam, Castro de Terra, Valdasnarios cum vilullis suis de Fresno usque in via antiqua juxta Populelos."

Con Ramiro III, Reliegos, junto con Villamarco, pertenece al Payuelo. Esta inclusión geográfica puede quedar justificada mediante un documento del 11 de mayo de 971, donde se indica que el rey Ramiro III y la reina regente Elvira Ramírez donan al Monasterio Benedictino de Sahagún las villas de Fuentes de Payuelo y Domma Matre.
El 16 de noviembre del año 985, Vermudo II se reúne con su Consejo para atender las reclamaciones de Sabarico, obispo de León. Así, el monarca emite una carta real en la que restituye al obispado legionense diversas villas ubicadas en Tierra de Campos. Algunos de estos sitios son: Sancta Marta, Villa Exone, Reirigos, Cornelios, Villa Marco y Villa Edan. A continuación, se reproduce un extracto del citado documento, que forma parte del Tumbo de la Catedral de León:

"Ambiguum esse non potest, sed plerique omnibus cognitum patefactum est, in presentia domnissimi Veremudus, prolis serenissimi principis domni Ordonii dive memorie, (...). Ego quidem Sabaricus, aepiscopus nec merito dignus legionense sedis Sancte Marie semper Virginis et Sancti Cipriani, aepiscopi, et tesis dixi coram populo in conspectu regis, (...); et dixi: Tu domine mi, rex, audiat me clementia uestra, (...) rex Gotorum, concesserunt villas pernominatas (...); nec non et alias villas in Campos Gotorus, (...); in Paiolo: Sancta Marta, Villa Exone, Reirigos, Cornelios, Villa Marco et Villa Edan; (...). Notum die XVIº kalendas decembres, era Tª, XXª IIIª."

Durante el reinado de Fernando I y Sancha de León, Reliegos volvió a depender de la Iglesia y confirmó todos sus privilegios. Esta villa había sido usurpada por un grupo de caballeros, que aprovecharon la inestabilidad de la Corte debido a las fuertes hostilidades contra Al-Ándalus. Por otra parte, en ese mismo documento se especifica la devolución al obispo legionense Cipriano de una posesión. 
En el fuero real de 22 de febrero de 1112, Reliegos es una villa dependiente del monasterio de San Cebrián de Valdesaz. En fechas posteriores y debido a la evolución de la lengua, este sitio aparece denominado como monasterio de San Cipriano de Valdesaz.
El 17 de junio del año 1116 Reliegos es citado en un documento de Urraca de León. En dicho escrito, se estipula la donación de la villa de San Martín, ubicada junto a Reliegos, al obispo Pedro de León y su cabildo. A cambio, la reina recibe los siguientes objetos preciosos:

"Pro una cruce aurea et calice aureo".

Y se establecen las siguientes precisiones para la entrega:

"Kartulam donationis que se da por la cruz y el caliz quem accepi a tesauro Beate Marie et expendi in meis necessitatibus".

Años más tarde, Fernando II y su mujer Urraca, el 20 de julio de 1170, otorgan a Juan, obispo de León y a los canónigos de la diócesis, el castillo de Castrotierra y Santa Cristina, además de las villas de Reliegos y Santas Martas. Cabe destacar que es el propio monarca quien firma el fuero o señoría.
En un documento del Tumbo de la Catedral de León, perteneciente al siglo XI, se cita a la villa de "Reliquos".
En un pergamino fechado hacia finales del siglo XII o principios del XIII, se especifica la venta de una heredad en Reliegos. 
A partir del siglo XIII, la villa de Mansilla ejerce dominio sobre Villa Longos, Villa Malelos, Santas Martas, Escarbajosa, Peniella, Reliegos, Valdeasneros y Villamarco. Esta situación provoca un malestar en el seno de la Iglesia legionense. El 21 de enero de 1257, se toma un acuerdo para solucionar la disputa que venía ocurriendo durante largo tiempo entre el Cabildo de León y el Concejo de Mansilla. Esta serie de controversias erradican en la disputa de ambas partes por la propiedad de las villas indicadas. El pleito adquiere una relevancia notoria, pues llega a debatirse en la sede del papado en Aviñón. Finalmente, el litigio concluye con la intervención del alcalde del rey en Mansilla, Gonzalo Alfonso de Mayorga, quien accede a la avenencia. Ambas partes acuerdan de forma amistosa las siguientes resoluciones:

1. Cuando los de Mansilla fueran a la hueste con el rey, los hombres de las villas mencionadas han de ir con ellos por sus cuerpos.
2. Cuando los de Mansilla hayan de dar fonzadera en dinero, los de las villas han de pechar, según lo que cada uno tuviere, la mitad.
3. En el pago al rey del yantar, pedido u otra imposición, los de las villas pagaran la mitad.
4. Pagarán asimismo la mitad en los gastos de defensa de Mansilla, sus vecinos, alfoz o villas.
5. No están obligados a pagar cuando pidan los de Mansilla su alfoz por villas, montes u otros lugares.
6. Se comprometen a dar dos hombres buenos de cada villa para tasar y echar las cañiamas con los de Mansilla cuando se hiciere, y que estos u otros traigan las cañamas a Mansilla; si no lo hicieran así, podrán ser prendados.
7. Por incumplimiento de estos acuerdos o por otras causas no pueden entrar en las citadas villas alcalde, juez, concejo o andador de Mansilla, salvo por los casos de corte: mujer forzada, ladrón encartado, traidor, quebrantador de camino. Las caloñas que produjeran se dividirán entre el obispo y el concejo de Mansilla.
8. El concejo de Mansilla se compromete a ayudarlos, como a sus alfoceros, en las demandas y pedidos del rey.
9. Se mantiene para los de las villas el impuesto para sostén del castillo y la exención del portazgo.
10. Se regula el tramite de los pleitos de los de las villas con los de Mansilla.

Al margen de esta cuestión, en un documento fechado el 28 de noviembre de 1263 aparece el nombre de "San Cebrián de Reliegos". Y en otro escrito del 25 de agosto del año 1267, se apunta el nombre de "Religos".
El 28 de junio del año 1286, el rey Sancho IV envía una misiva al Cabildo de León y al Concejo de Mansilla que contiene la avenencia del pleito sobre los derechos de ambas partes en las villas de Reliegos, Santas Martas, Villamarco, Valdeasneros, Escarbayosa y Santa Cruz. Por entonces, estas localidades pertenecían al obispo y Cabildo legionene, a pesar de estar enclavadas en el alfoz de la villa de Mansilla. En la carta, el rey dicta los derechos y obligaciones de ambas partes, de los merinos del rey, así como de los propios habitantes de las localidades afectadas, en lo relativo a: 

(...) huestes del rey, fonsadera, yantar, empedido del rey, amparamiento, emplazamiento a juicio, canamas, exención de jurisdicción de las villas a los cogedores, alcaldes, jueces y concejo de Mansilla, casos de fuerza de mujer, ladrón encartado, quebrantador de camino, hombre o mujer condenados a muerte, a la amputación de miembros o a tormento alguno, pago de las caloñas, pecho del castillo, portazgo, enfrentamiento de los vecinos de estas villas con los de Mansilla o con los de las villas de su alfoz, fianzas y reparto de las mismas por quebrantamiento de compromisos. Ambas partes deberán abonar, caso de incumplimiento de la avenencia, 400 marcos de plata fina, de los cuales, 200 serán para el rey y la otra mitad para la parte fiel a la avenencia. (...)

Ese mismo año, el monarca manda a Juan Remón, juez de León y de Mansilla, a observar la composición del tributo que deben entregar los vasallos del obispo respecto a las villas de Reliegos, Santas Martas y Villamarco, entre otras.
El 9 de junio de 1288 se traslada el acuerdo de avenencia entre el Cabildo de León y el Concejo de Mansilla sobre los derechos de ambas partes en las villas de Reliegos, Santas Martas, Villamarco, Valdeasneros, Escarbajosa, Peniella y Santa Cruz. Además, se regula la colaboración de éstas para la construcción de las murallas, correspondiendo a Reliegos nueve almenas con su muro y limpieza de la cárcava (desde la Torre del Rey hasta la Puerta del Camino de Santiago). A continuación, se presenta el extracto del documento donde se recogen los derechos y obligaciones de las localidades implicadas:

(...) Forma de hacer hueste el concejo de Mansilla, las villas de su alfoz y las aldeas citadas. Asistencia de las aldeas con su señal y pendón. Contribución con el concejo de Mansilla, y de su alfoz, en la fonsadera, yantar, pecho y pedido del rey. Pecho de canamas y su recaudación por parte de los pecheros y penas que se imponen a los que no lo entreguen. Se establece la intervención del merino del obispo en asuntos judiciales, su apelación al obispo y la intervención de los jueces de Mansilla y de los propios merinos de las aldeas en asuntos judiciales de estas aldeas, y competencia de los jueces y merinos de Mansilla sobre los vecinos de las aldeas. Se determina la parte de la muralla, torres y almenas que cada una de estas aldeas ha de reconstruir, cuidar y limpiar, así como la contribución económica de las mismas para la conservación de la muralla. Se determina el derecho de los vecinos de estas aldeas a ser defendidos y amparados por el concejo y alfoz de Mansilla. El obispo y el cabildo, por su parte, se comprometen a no vender ni empeñar las aldeas, ni parte de ellas (...)

En otro documento, esta vez incompleto, fechado el 2 de junio de 1330, se recogen nuevas alegaciones del obispo de León y del concejo de Mansilla y villas de Reliegos, Santas Martas, Villamarcos y Valdeasneros sobre los derechos, jurisdicciones y competencias del obispo en dichos lugares. Se trata de un pleito litigado ante el tribunal del palacio apostólico de Aviñón. El 15 de junio de ese mismo año, Petrus Baichen, capellán del papa y auditor de casos en el palacio de Aviñón, expone su sentencia.
En un pergamino del año 1335 se habla de la avenencia entre el obispo y cabildo de León con el concejo de Mansilla sobre los lugares, de Reliegos, Santas Martas, etc. Este documento ha llegado hasta nuestro días en un estado de deterioro. 
El 2 de junio de 1372, el monarca Enrique II otorga un privilegio rodado eximiendo al concejo de Mansilla y su alfoz el pago de diversos impuestos en los lugares de los Reinos de Castilla y León. Este privilegio también es beneficioso para la localidad de Reliegos, ya que se ubica en el alfoz del concejo mansillés.
Del siglo XV se conserva una copia del proceso abierto contra el Concejo de Mansilla por las vejaciones causadas a los vasallos de la Iglesia de León en Mansilla, Reliegos, Santas Martas y otras localidades. 
El 28 de enero de 1403, desde la villa abulense de Arévalo, Enrique III redacta una carta ejecutoria acerca del pleito abierto entre el concejo de Mansilla y los concejos de Santas Martas, Reliegos y Villamarco. En la misiva, el monarca falla a favor del concejo mansillés, obligando a las tres aldeas citadas a pagar una derrama de 30.000 maravedíes en favor de Mansilla. Esta resolución queda plasmada del siguiente modo:

"(...) entre el concejo, hombres buenos y lugares de Santas Martas, Reliegos y Villamarco, de una parte, y de la otra el concejo, alcaldes, regidores, oficiales y hombres buenos de Mansilla sobre la obligación que, según el concejo de Mansilla, tienen los otros tres lugares de pechar, pagar y contribuir en las derramas que se hace entre las villas y lugares del alfoz de Mansilla, así como en las reparaciones de las murallas, alegando la otra parte que, por privilegio de Fernando II [León, 20 julio 1170], dado a favor de la iglesia de León, las tres villas no pertenecen al alfoz de Mansilla, sino a la iglesia de León, dictando sentencia real a favor del concejo de Mansilla e imponiendo a los concejos de Santas Martas, Reliegos y Villamarco el pago de la derrama (...)"

En 1430, Reliegos pasa a encuadrarse dentro del señorío de Mansilla, cuya jurisdicción depende de la Casa de Enríquez. Desde el punto de vista político, esta familia nobiliaria llega a ser de las más poderosas de los Reinos de Castilla y León. Décadas más tarde, hacia 1456, Reliegos sigue formando parte del señorío de Mansilla y el linaje es encabezado por Fadrique Enríquez de Mendoza, segundo Almirante de Castilla, segundosSeñor de Medina de Rioseco y primer Conde de Melgar y Rueda. Este noble destaca por incorporar a los dominios del señorío de Mansilla los territorios de Santas Martas, Luengos, Malillos, Villamarco, El Burgo Ranero y otras poblaciones. Además, es recordado por fundar el Convento de San Agustín, en Mansilla de las Mulas. En la actualidad, sus ruinas se han recuperado para albergar el Museo de los Pueblos Leoneses.
En el año 1459 se publica una sentencia en la que se regula la división de los términos territoriales de Reliegos y Villamarco.

### Edad Moderna
Entre los años 1608 y 1627, Reliegos aparece en el libro que regulaba el impuesto de la Martiniega en Mansilla.
El día 23 de septiembre de 1676 se promulgan las Ordenanzas de Reliegos, un compendio de normas que fue empleado hasta el siglo XX. En la actualidad, el manuscrito original se custodia en el Archivo Histórico Provincial de León. En el preámbulo se indica que las ordenanzas anteriores estaban en un estado de deterioro; además de tener ciertas páginas extraviadas. Por ello, se solicitó al escribano del Ayuntamiento de Mansilla la redacción de un nuevo documento en el que se transcribiesen las viejas ordenanzas y existiese la posibilidad de eliminar o incorporar capítulos mediante el consenso de los vecinos de Reliegos. 
El 4 de enero del año 175], se reúnen los cuatro regidores de Reliegos, un Juez Subdelegado de la Dependencia, el cura párroco y otros cuatro vecinos de la localidad. Esta reunión sirvió para formalizar el Interrogatorio y responder a las Respuestas Generales que formaban parte del Catastro de Ensenada. En total, 40 preguntas que ahondan en cuestiones relacionadas con los habitantes, las propiedades territoriales, los edificios, el ganado, los oficios, las rentas y los censos de población.

### Edad Contemporánea
En 1808, durante el trascurso de la Guerra de la Independencia, un escuadrón de militares franceses pasaron por Reliegos para atacar Mansilla. Se trataba de fuerzas de caballería del segundo cuerpo dirigidas por el mariscal Jean-de-Dieu Soult. Estas tropas iniciaron el avance en la villa de Grajal de Campos y su objetivo era alcanzar la ciudad de León. Al llegar a Mansilla, los franceses obtuvieron una brillante victoria frente a las fuerzas españolas del Marqués de la Romana que custodiaban la villa amurallada. Una porción del ejército español había sido destinado a la retaguardia en el monasterio de Sandoval, con el objetivo de conservar el paso del río Esla en el puente de Villarente. Este acontecimiento se enmarca dentro del episodio que historiográficamente se ha denominado como Carrera de Benavente.
El 30 de noviembre de 1833 fue aprobado el Real Decreto sobre la división territorial de la España peninsular e insular en 49 provincias. Esta tarea fue desarrollada por el entonces Secretario de Estado de Fomento, Javier de Burgos. Con esta ley, Reliegos y el resto de localidades cercanas pasaron a formar parte de la provincia de León, en la región histórica del reino de León.
Los cambios políticos y administrativos acontecidos durante el transcurso del XIX tuvieron poco impacto en los concejos de la región, transformados en ayuntamientos constitucionales a mediados de siglo tras la caída del Antiguo Régimen. Años más tarde, Pascual Madoz en su Diccionario geográfico-estadístico-histórico de España y sus posesiones de Ultramar (1840-1845), lo sitúa dentro del ayuntamiento de Mansilla de las Mulas y perteneciente al antiguo partido judicial de Valencia de Don Juan, con 226 almas (habitantes) y una economía basada igualmente en la agricultura de cereales, legumbres, vino y ganadería ovina. Más concretamente, las referencias publicadas sobre esta pedanía son las siguientes:

Reliegos: l. en la prov. y dioc. de León (4 leg.), part. jud. de Valencia de Don Juan (4), aud. terr. y c. g. de Valladolid (18), ayunt. de Mansilla de las Mulas. SIT. en la falda de una cuesta; su CLIMA es bastante sano. Tiene 60 CASAS; escuela de primeras letras dotada con 14 fan.s de centeno, á que asisten 60 niños de ambos sexos; igl parr. (San Cornelio y San Cipriano) servida por un cura de 2º ascenso y libre colacion, y buenas aunque escasas aguas potables. Confina con Villomar, Villamuñico, Santas Martas y Luengos; en su térm. se encuentra el desp. de Escarbajosa. TERRENO, es de ínfima calidad y de secano. Los CAMINOS son locales escepto los que vienen de Mansilla. PROD.: granos, algunas legumbres, vino aunque poco y pastos; crís ganado lanar y caza de liebres. POBL.: 53 vec. 226 alm. CNTR.: con el ayuntamiento.

El 8 de noviembre del año 1863 se inauguró la Estación de Ferrocarril de Santas Martas, con la puesta en marcha del tramo Palencia - León, que pretendía unir la ciudad castellana de Palencia con La Coruña. La apertura de esta terminal ferroviaria, ubicada en lo que hoy día es la localidad de Valdearcos, supuso el inicio del progreso económico y social para toda esta zona; además de una mejora notable de las comunicaciones.
La actual Casa Consistorial de Santas Martas fue abierta en el año 1899. Con esa datación, ya se tiene constancia documental de la existencia del municipio de Santas Martas, que por entonces estaba conformado por cinco localidades: Luengos, Malillos, Reliegos, Santas Martas y Villamarco; posteriormente se sumaría Valdearcos. El ayuntamiento de Santas Martas surgió como una escisión del primitivo ayuntamiento de Mansilla de las Mulas, del que también se fueron separando otras localidades.
Durante la Guerra Civil Española, la comarca refleja la tensión fratricida de aquel momento, y sus consecuencias también fueron patentes en Reliegos. Se tiene la certeza de que al menos una persona de esta localidad fue ejecutada a manos del Bando Sublevado. Sus restos descansan en la fosa común del Cementerio Municipal de León junto al de otros 1872 represaliados que también fueron asesinados a manos del ejército golpista entre 1939 y 1949. Por otra parte, una finca aledaña al territorio de Reliegos y denominada La Cenia, fue lugar de fusilamientos en masa. En este lugar siguen bajo tierra los restos de aproximadamente unos 150 fusilados. Aún queda gente en las localidades más cercanas que recuerda la llegada nocturna de camiones y las descargas inmediatas de la fusilería. Cabe destacar también como punto de ejecución a La Mata del Moral, una finca privada propiedad del terrateniente leonés Octavio Álvarez Carballo. Este paraje, también limítrofe con el terreno de Reliegos, esconde al menos los restos mortales de Joaquín Heredia, que fue funcionario público y entrenador de fútbol de la Selección Española absoluta.
El 28 de diciembre de 1947, a las 8 horas, se produjo la caída de un meteorito en la Calle Real de la localidad. La roca colisionó a escasos dos metros de una vivienda habitada por un humilde matrimonio. El impacto contra el suelo formó un hoyo de entre 30 y 35 centímetros, rebotó y quedó definitivamente posado a 80 centímetros de la oquedad. El peso original del aerolito era de 17,300 kg, aunque posteriormente se diseccionó en varios fragmentos para agilizar su estudio. La porción de mayor tamaño (8,9 kg) se encuentra en el Museo Nacional de Ciencias Naturales. En la actualidad, el Meteorito de Reliegos es el último de gran tamaño que ha caído en territorio español.
En la segunda mitad del siglo XX, la falta de políticas que impulsaran el desarrollo del territorio condujo a su paulatina marginalización y la resultante despoblación por emigración. Este proceso se aceleró a partir de la implantación del Plan de Estabilización de 1959, que aumentó el contraste entre la discriminación de los municipios de la Vega del Esla y la creciente prosperidad de otras regiones españolas.

## Religión
La influencia religiosa siempre ha estado presente en el devenir histórico de la localidad. Durante la Edad Media, se produjeron largas desavenencias entre la Diócesis de León y el Concejo de Mansilla para averiguar cual de las dos partes tenía jurisdicción sobre la localidad; si el obispo de León, debido a las concesiones monárquicas o el concejo mansillés, por encontrarse Reliegos dentro de su alfoz. En estas cuestiones llegaron a mediar diversos reyes, e incluso la Sede Apostólica. 
Por otra parte, según consta en el Libro Becerro, entre los siglos XIII y XV la Diócesis de León se dividía en 4 arcedianatos: Valderas, Mayorga, Valdemeriel y Saldaña. Todos ellos comprendían 34 arciprestazgos, en los que se englobaban 1.111 pueblos, con 1.357 parroquias, iglesias no bautismales o ermitas. Dentro de esta división, Reliegos se encuadraba en el Arcedianato de Saldaña, y al mismo tiempo, formaba parte del Arciprestazgo de Las Matas de Cea, que aglutinaba a 39 pueblos y 42 iglesias. 
En la actualidad, la Iglesia Parroquial de San Cornelio y San Cipriano de Reliegos sigue vinculada a la Diócesis de León y forma parte del Arciprestazgo Centro Esla, el cual agrupa a 44 parroquias.

## Demografía y ordenación urbana
Según el censo de población de 2013 del INE, la pedanía de Reliegos contaba con 231 habitantes, de los cuales 128 (55,41 %) eran varones y 103 (44,59 %) eran mujeres; lo que le convierte en el núcleo de población del Municipio de Santas Martas que más habitantes aporta al padrón municipal. La localidad está registrando un progresivo descenso como consecuencia del envejecimiento de la población, la escasez nacimientos y la emigración hacia núcleos más dinámicos, tan solo matizado por la llegada de algunos inmigrantes extranjeros.
Pirámide de población (municipio de Santas Martas)
Los datos de la pirámide de población de 2011 se pueden resumir así:
- La población menor de 20 años es el 8,92 % del total.
- La comprendida entre 20-40 años es el 20,31 %.
- La comprendida entre 40-60 años es el 31,57 %.
- La mayor de 60 años es el 39,2 %.

Evolución de la población (municipio de Santas Martas)
| Gráfica de evolución demográfica de Santas Martas entre 1842 y 2013 |
| |
| Población de derecho (Excepto 1857 y 1860 que es población de hecho) según los censos de población del siglo XIX. Entre el Censo de 1857 y el anterior, aparece este municipio porque se segrega de Mansilla de las Mulas. Población de derecho (1877-1991) o población residente (2001-2011) según los censos de población del INE. Población según el padrón municipal de 2013 del INE. |

Evolución de la población (pedanía de Reliegos)
| Gráfica de evolución demográfica de Reliegos entre 2000 y 2013                                       |
| |
| Población de derecho (2000) o población residente (2001-2013) según los censos de población del INE. |

Movimiento migratorio (municipio de Santas Martas)
En cuanto al colectivo inmigrante, según el padrón municipal de 2012 del INE, en las localidades que conforman el municipio de Santas Martas residían 52 personas procedentes de otros países: 28 hombres (3,26% del total de la población) y 24 mujeres (2,80% del total). Por continentes, la mayoría de los inmigrantes proceden de África (todos ellos originarios de Marruecos); seguido de Europa (12 de Bulgaria, 4 de Portugal, 3 de Rumanía, 2 de Alemania y 1 de Francia); y finalmente América (3 brasileños, 2 colombianos, 1 dominicano y 1 venezolano).

## Organización político-administrativa
Administración comunal
La administración comunal de la pedanía se realiza a través de una Junta Vecinal de gestión democrática, cuyos componentes se eligen cada cuatro años por sufragio universal. El censo electoral está compuesto por todos los residentes empadronados en Reliegos, mayores de 18 años y con nacionalidad de cualquiera de los países miembros de la Unión Europea. Según lo dispuesto en la Ley del Régimen Electoral General y en la Ley de Régimen Local de Castilla y León, los electores eligen directamente al Alcalde Pedáneo por sistema mayoritario. Además del Alcalde Pedáneo que la preside, forman parte de la Junta Vecinal otras dos personas que actúan como vocales.
La junta vecinal tiene como competencias la administración del su patrimonio histórico y forestal, construcción y reparación de fuentes y abrevaderos, la policía de caminos rurales, montes, fuentes y ríos y limpieza de las calles.
| Periodo     | Nombre del alcalde pedáneo                | Partido político |
| 1991 - 1995 | -                                         | PP               |
| 1995 - 1999 | Higinio Villa Reguera                     | PP               |
| 1999 - 2003 | Higinio Villa Reguera                     | PP               |
| 2003 - 2007 | Enrique Castro Velilla                    | IU               |
| 2007 - 2011 | Enrique Castro Velilla                    | IU               |
| 2011 - 2015 | Enrique Castro Velilla                    | IU               |
| 2015 - 2019 | Enrique Castro Velilla Víctor Díez García | PSOE             |

Administración municipal
La administración local de la pedanía también corre a cargo de un ayuntamiento de gestión democrática, cuyos componentes se eligen cada cuatro años por sufragio universal. El censo electoral está compuesto por todos los residentes empadronados en el municipio de Santas Martas mayores de 18 años, nacionales de España y de los otros países miembros de la Unión Europea. Según lo dispuesto en la Ley del Régimen Electoral General, que establece el número de concejales elegibles en función de la población del municipio, la Corporación Municipal está formada por 7 concejales.
Administración autonómica
La Junta de Castilla y León posee las competencias concernientes a sanidad, ejercidas a través del Sacyl, que gestiona los servicios sanitarios de la pedanía. Por su parte, la Consejería de Educación tenía atribuidas las responsabilidades concernientes a educación, hasta el año 2012, cuando cerró la Escuela de Educación Infantil y Primaria debido al escaso número de escolares.
Administración judicial
Reliegos, así como el resto de localidades que comprenden el municipio de Santas Martas, pertenece al partido judicial de León, con sede en la ciudad homónima. El Registro Civil está en las oficinas del Juzgado de Primera Instancia nº 5 y el Juzgado de violencia sobre la mujer en el Juzgado de Instrucción nº 4, con el mismo domicilio.
Del mismo modo, Reliegos y por ende todo el municipio de Santas Martas, pertenece a la agrupación número 6 de juzgados de paz, que encabeza Valencia de Don Juan y que aglutina a otros veintisiete municipios del sur de la provincia de León: Cabreros del Río, Campo de Villavidel, Castilfalé, Cubillas de los Oteros, Fresno de la Vega, Matanza de los Oteros, Pajares de los Oteros, San Millán Caballeros, Toral de los Guzmanes, Villabraz, Villademor de la Vega, Villamañán, Villaornate y Castro, Algadefe, Ardón, Campazas, Corbillos de los Oteros, Fuentes de Carbajal, Gordoncillo, Gusendos de los Oteros, Izagre, Matadeón de los Oteros, Valdemora, Valderas, Valverde-Enrique, Villamandos y Villanueva de las Manzanas.

## Equipamientos y servicios

### Bienestar Social

#### Educación
Hasta su clausura en 2012, la oferta educativa de la localidad se concretaba, a nivel público, en un centro de educación infantil y primaria adscrito al Colegio Rural Agrupado de El Burgo Ranero. Esta unidad escolar estaba gestionada por la Consejería de Educación de la Junta de Castilla y León, a través de la Dirección Provincial de Educación de León. Desde su cierre, los escolares deben trasladarse en transporte escolar hasta el CEIP Pedro Aragoneses Alonso de Mansilla de las Mulas, junto a los alumnos de otras localidades cercanas que tampoco disponen de centro escolar específico.
Para realizar la enseñanza secundaria, los estudiantes deben tomar una nueva ruta de transporte escolar que los acerque al IESO Astura de Mansilla de las Mulas. Aquí solo se imparten los dos ciclos que componen la Educación Secundaria Obligatoria. De este modo, los jóvenes que deseen continuar su formación a través del Bachillerato o la Formación Profesional, deben desplazarse directamente hasta la ciudad de León. Por su parte, también es necesario desplazarse a León para efectuar enseñanzas de régimen especial.

#### Sanidad
El sistema sanitario de la localidad se ofrece gracias a las prestaciones del Sistema Nacional de Salud, gestionado por Sacyl (Sanidad Castilla y León). Reliegos cuenta con un consultorio médico local que ofrece servicios médicos y de enfermería dos días a la semana. La atención médica continuada se ofrece en el centro de salud de Mansilla de las Mulas, en el cual se centraliza la Zona Básica de Salud homónima y que engloba los municipios de: El Burgo Ranero, Campo de Villavidel, Corbillos de los Oteros, Gusendos de los Oteros, Mansilla Mayor, Santa Cristina de Valmadrigal, Santas Martas, Valverde-Enrique, Villamoratiel de las Matas, Villanueva de las Manzanas y Villasabariego, además de la propia Mansilla de las Mulas.
A principios del año 2009 comenzaron las obras para construir un centro de día y unidad de atención social en pleno centro urbano. El edificio, de 390 metros cuadrados permitirá ofrecer un servicio asistencial de calidad a los vecinos de la localidad y del resto del municipio. En e2013, después de más de cuatro años de parálisis, las obras aún no habían finalizado y quedaba pendiente ejecutar una última fase valorada en 70.000 €.
Asimismo, el Ayuntamiento de Santas Martas se encarga de gestionar las competencias que establece el artículo 42 de la Ley General de Sanidad donde dispone que los Ayuntamientos, sin perjuicio de las competencias de las demás Administraciones Públicas, tendrán las siguientes responsabilidades mínimas en asuntos relacionados con la sanidad:
- Control sanitario del medio ambiente: Contaminación atmosférica, abastecimiento de aguas, saneamiento de aguas residuales, residuos urbanos e industriales.
- Control sanitario de industrias, actividades y servicios, transportes, ruidos y vibraciones.
- Control sanitario de edificios y lugares de vivienda y convivencia humana, especialmente de los centros de alimentación, peluquerías, saunas y centros de higiene personal, hoteles y centros residenciales, escuelas, campamentos turísticos y áreas de actividad físico deportivas y de recreo.
- Control sanitario de la distribución y suministro de alimentos perecederos, bebidas y demás productos, directa o indirectamente relacionados con el uso o consumo humanos, así como los medios de su transporte.
- Control sanitario de los cementerios y policía sanitaria mortuoria.

El municipio cuenta además con una farmacia, ubicada en la localidad de Santas Martas.

#### Seguridad ciudadana
Reliegos se encuentra dentro del ámbito de jurisdicción del puesto que la Guardia Civil tiene en Mansilla de las Mulas. Este departamento se encarga de velar por la seguridad ciudadana, tanto en relación a la delincuencia como al mantenimiento del orden, en los términos municipales de: Mansilla de las Mulas, Mansilla Mayor, Villasabariego, Santas Martas, Villanueva de las Manzanas, Corbillos de los Oteros y Campo de Villavidel. Al igual que en el resto de Castilla y León, está operativo el sistema de Emergencias 112, que atiende cualquier situación de urgencia.

#### Servicios sociales
Desde el Ayuntamiento de Santas Martas se gestionan los servicios y programas que tratan de dar respuesta a las necesidades y demandas de los ciudadanos, priorizando actuaciones sobre aquellos sectores de población más desfavorecidos. Para mejorar dicha prestación se están llevando a cabo las obras de construcción de un centro de día y unidad de atención social.
Asimismo, el ayuntamiento de Santas Martas ha colaborado en la creación y desarrollo del Centro de Día de La Aldea del Puente, propiedad de la Asociación de Familiares y Enfermos de Alzheimer del Ayuntamiento de Valdepolo (AFADEVA), junto a los municipios de: Villamoratiel de las Matas, Cubillas de Rueda y Valdepolo. Por otra parte, los ayuntamientos colaboran costeando los gastos de combustible y seguro del transporte de los usuarios de este servicio. Además, se están realizando las gestiones pertinentes para la puesta en marcha de una Unidad de Respiro en el municipio de Santas Martas.

### Servicios públicos y abastecimiento

#### Combustible
El abastecimiento de combustibles derivados del petróleo (gasolina y gasóleo) se realiza desde las instalaciones de almacenamiento que la Compañía Logística de Hidrocarburos (CLH) posee en la localidad de Vega de Infanzones, cercana a León, y se suministra a los vehículos a través de la estación de servicio más cercana a Reliegos, una del grupo Repsol YPF, ubicada en Mansilla de las Mulas.
Por otra parte, la distribución de butano, propano y sus derivados se efectúa mediante la técnica de venta ambulante puerta a puerta. De forma quincenal, se desplaza hasta la localidad un camión de Butano y Carbónicas, SL, una de las mayores distribuidoras de este combustible en la provincia.

#### Servicio de aguas
Algunas de las principales competencias de las juntas vecinales son: la construcción, conservación y reparación de fuentes, lavaderos y abrevaderos, así como la vigilancia de fuentes y ríos. Por este motivo, la gestión integral del agua corre a cuenta de la Junta Vecinal de Reliegos. La captación primaria se realiza en varios manantiales naturales que se localizan en los parajes cercanos a la localidad. Con posterioridad, se construye un pozo artesiano de 195 metros de profundidad que proporciona 44 litros por segundo y que aumenta considerablemente las reservas de agua disponibles. El agua, una vez tratada, pasa al depósito para su posterior distribución a la localidad. Asimismo, Reliegos cuenta con un sistema de depuración de aguas residuales adecuado para dar servicio a la población actual.

#### Residuos y limpieza
La gestión de los residuos urbanos es atendida por la Mancomunidad de Municipios Esla-Bernesga, que realiza tareas como la recogida de basuras, la limpieza viaria y el tratamiento del punto limpio. Este se encuentra junto al cementerio de Palanquinos, en la carretera autonómica LE-512. Asimismo, en la cercana localidad de San Román de la Vega se encuentra el Centro de Tratamiento de Residuos (CTR), con una planta de clasificación de envases y una planta de reciclaje y compostaje de residuos sólidos urbanos.

#### Abastecimiento de alimentos
Para el abastecimiento de alimentos perecederos tales como fruta, verdura, carne y pescado existe en la localidad una tienda de ultramarinos, además se desplazan diariamente vendedores ambulantes. Asimismo, cada martes se celebra en Mansilla de las Mulas el mercado semanal, que ocupa varias calles del centro urbano, y en el que se puede encontrar ropa, calzado, bisutería, salazones, frutas y verduras.

## Economía
La estructura económica de la localidad presenta una baja actividad industrial, con una gran dependencia del sector primario, la administración pública y, en menor medida, la construcción. A nivel general, el sector primario ocupaba a una importante parte de los trabajadores. En los últimos años, la importancia del sector servicios ha crecido de forma exponencial, todo ello ligado al turismo rural de los dos Caminos de Santiago que discurren por la pedanía.

### Actividad empresarial y empleo
En septiembre de 2016 existían en el municipio de Santas Martas un total de 40 establecimientos que ocupaban a 115 trabajadores. En 2007, del total de ocupados que había en el municipio, el 4,91 % de la población lo estaba en el sector primario, el 56,55 % en la industria, el 15,57 % en la construcción, el 20,49 %, estaban ocupados en el sector servicios, y el resto, 2,45 % en otras actividades. A raíz de la crisis económica de 2008-2015 el número de parados se incrementó y así, según el Servicio Público de Empleo Estatal, si en diciembre de 2007 el paro registrado era de 5 personas, en septiembre de 2016 ascendía a 49 personas, de las cuales 23 eran hombres y 26 eran mujeres.

### Sector primario
En el término municipal predomina la superficie agrícola destinada a cultivos herbáceos (huerta, invernaderos y tierras arables). Entre las tierras arables se diferencian los cultivos de secano y el regadío, localizado al norte y oeste del municipio, en las áreas regables del Canal Bajo de los Payuelos y del Canal de la Margen Izquierda del Río Porma.
El Ministerio de Agricultura publica el 1 de julio de 1972 un documento público que establece la ejecución de una concentración parcelaria en Reliegos. Esta medida supuso el inicio del progreso agrícola para esta zona; si bien es cierto que las obras no culminaron hasta bien entrado el siglo XXI. Actualmente, la zona de concentración parcelaria de la pedanía de Reliegos afecta a una superficie de 3028 ha, aportadas por 557 propietarios, en 10415 parcelas. Se han atribuido 1205 fincas de reemplazo.
En el año 2007, el Gobierno promulga un Real Decreto por el que se aprueba la primera fase de transformación en regadío de Los Payuelos. A partir de entonces se desarrollan las obras para instalar una enorme infraestructura de riego por aspersión y bombeo. En mayo de 2011 entró en funcionamiento este complejo sistema de abastecimiento de agua, que da servicio a 6.500 ha en tres municipios: Valdepolo, Mansilla de las Mulas y Santas Martas. Fundamentalmente, los cultivos de las tierras transformadas en regadío son: alfalfa, alubia, cultivos hortícolas, cultivos agroindustriales y forrajeros.
Dentro de la horticultura, tiene una relevancia muy importante el cultivo de una variedad autóctona de tomate. Aunque se da en toda la Vega del Esla, el área de producción principal se concentra en las huertas de Mansilla de las Mulas y Reliegos. También se producen en los municipios de Santas Martas y Valdepolo, aunque en menor medida. No obstante, existen notables diferencias entre los frutos obtenidos en Reliegos y los del resto de lugares. Debido a la fuerte desintegración de los productores, es difícil calcular la producción anual con exactitud, aunque las cifras suelen rondar en torno a los 30.000 y 40.000 kilos. La Promotora Pro-Denominación de Origen del Tomate de Mansilla agrupa a unos 25 pequeños agricultores de la comarca y trabajan un total de 20 ha. Los tomates cultivados se venden fundamentalmente en Mercaleón y otros mercados semanales de la provincia. También se realizan ventas a pequeños negocios y a particulares.
El sector vitícola fue en épocas pasadas uno de los pilares de la economía de la localidad. Prueba de ello, son las numerosas bodegas excavadas en tierra que aun existen en los altozanos arcillosos próximos al casco urbano. En la actualidad se ha producido una paulatina desaparición del terrazgo perteneciente al viñedo, del que solo quedan pequeños cultivos testimoniales. Además, cabe destacar que el término de Reliegos se encuentra dentro de la zona de producción vinícola de la Denominación de Origen Tierra de León.
En cuanto a leguminosas, son relevantes los cultivos de lentejas. Tanto es así que los municipios de Santas Martas y Gusendos de los Oteros concentran la principal producción de lentejas de la provincia de León, por delante incluso de núcleos como Sahagún. Todos estos cultivos están adscritos a la Indicación Geográfica Protegida Lenteja de Tierra de Campos.

### Sector secundario
En 2007, la industria representaba la tercera actividad económica en importancia. En su mayor parte son industrias que no realizan actividades pesadas y tampoco generan una contaminación importante. Las más representativa pertenece a la generación de energía eléctrica, cuya producción se centra en la energía solar fotovoltaica. Esta empresa dispone de seis instalaciones con una potencia nominal de 98 kW cada uno. También destaca la actividad de los áridos, que está representada por dos empresas. Ambas tienen actividades industriales semejantes: la extracción y tratamiento de áridos, así como gestionar sendas centrales dosificadoras de hormigón.
Por otra parte, una cooperativa agrícola ha manifestado su interés por instalar en la jurisdicción de Reliegos una planta de compostaje de productos y subproductos orgánicos biodegradables con capacidad para 82.000 tm/año.

### Sector terciario
El sector servicios es el más importante en el conjunto de la economía local. Predomina un comercio tradicional, encontrándose los supermercados más cercanos en Mansilla de las Mulas y León.
El turismo cultural tiene un gran peso dentro del sector servicios de la localidad debido a ser lugar de paso de los Caminos de Santiago. Así, en septiembre de 2016 la pedanía contaba con seis establecimientos turísticos de los cuales, cinco eran albergues turísticos —con una capacidad de 113 plazas— y uno era albergue público sin fines lucrativos —con una capacidad de 45 plazas—. También, en 2016, había seis restaurantes, cafeterías o bares, muchos de ellos ligados a los albergues turísticos.

## Transporte y comunicaciones

### Regulación del tráfico urbano
El artículo 7 de la Ley sobre Tráfico, Circulación y Seguridad Vial atribuye a los municipios unas competencias suficientes para permitir, entre otras, la inmovilización de los vehículos, la ordenación y el control del tráfico y la regulación de sus usos.
Los puntos de Inspección Técnica de Vehículos más cercanos se encuentran en Cembranos —en la carretera N-630— y Onzonilla —dentro del polígono industrial—.

### Red viaria
| Identificador | Denominación         | Itinerario                                              |
| ------------- | -------------------- | ------------------------------------------------------- |
| LE-6613       | Carretera provincial | Comunica con Valdearcos y la N-601 .                    |
| LE-6615       | Carretera provincial | Discurre entre El Burgo Ranero y Mansilla de las Mulas. |

Por otra parte, la autovía A-60 discurrirá muy próxima al casco urbano de la localidad. A pesar de ello, el proyecto inicial no plantea construir ningún acceso, puesto que ya se han cimentado dos pasos elevados para salvar las carreteras provinciales que comunican la localidad. Ante esta situación de perjuicio, se están recogiendo firmas con el objetivo de conseguir un acceso a la autovía, que mejoraría muy notablemente la accesibilidad de la pedanía.

### Transporte público

#### Autobús
Para el transporte de viajeros, la compañía Linecar, SA ofrece servicios por carretera entre la localidad y distintos destinos comarcales y nacionales como por ejemplo: Mansilla de las Mulas, Valderas, Mayorga, León, Valladolid o Zaragoza. La oferta de transporte terrestre se completa con la variedad de servicios de taxi que ofrece la villa de Mansilla de las Mulas.

#### Ferrocarril
Desde el año 1863 el ferrocarril circula por la jurisdicción de Reliegos gracias a la puesta en marcha del tramo Palencia-León. Existe una estación en la vecina localidad de Valdearcos. Dicha estación está gestionada por Adif, y pertenece a la línea Palencia-La Coruña. Las conexiones que mantiene Valdearcos por ferrocarril, a través de la compañía Renfe, son las siguientes:
- Santas Martas-León (Regional Express)
- Santas Martas-Palencia (Regional Express)
- Santas Martas-Valladolid (Alvia)
- Santas Martas-Madrid (Alvia)

#### Aeropuerto
El aeropuerto de León, que entró en servicio en 1999, es el único aeropuerto ubicado en la provincia y el más cercano al municipio, encontrándose entre Valverde de la Virgen y San Andrés del Rabanedo, a 44 kilómetros de Astorga. Las otras opciones más cercanas para el transporte aéreo son los aeropuertos de Valladolid y Asturias, situados a 106 y 197 kilómetros respectivamente.

## Patrimonio histórico-artístico
Destaca su caserío, que es ejemplo de la típica arquitectura popular leonesa con casas de adobe.

### Calzada Romana de los Peregrinos
Los mejores vestigios de las antiguas calzadas romanas que comunicaban el Convento Asturicense con el Pirineo Oriental se conservan inalterados en el tramo comprendido entre las localidades leonesas de Calzadilla de los Hermanillos y Reliegos, unos 15 kilómetros aproximadamente. Estos restos pueden corresponder a la confluencia de las vías Asturica Augusta-Tarraco y Asturica Augusta-Burdilaga con la Vía I del Anónimo de Rávena, que se dirigía hacia el norte, alcanzando primero Lancia y Legio después.
Esta vía romana fue utilizada en gran parte de su recorrido como camino principal en momentos posteriores a la ocupación romana. Su trazado y firme demuestran que estaba preparada tanto para el transporte rodado de grandes cargas, como para el tránsito rápido de vehículos ligeros. Por ella se llevó a Roma el oro de Gallaecia que se extraía en yacimientos como el de Las Médulas. También sirvió para acercar riquezas y productos exóticos de otras partes del mundo conocido. Durante la época de la Reconquista, esta carretera romana sirvió para el desplazamiento de los ejércitos cristianos y árabes en las múltiples escaramuzas que protagonizaron a lo largo de ocho siglos.
Uno de sus usos más frecuentes ha sido el servir como ruta de peregrinación a la tumba del apóstol Santiago. Sin embargo, no todo el camino consiguió ser la ruta principal de tránsito hasta épocas recientes. Es posible que la causa fundamental de la variación de esa ruta fueran los intereses de la peregrinación a Santiago. En una primera etapa, la propia vía romana sirvió de soporte al peregrino, pero a través de los siglos, fueron surgiendo focos de advocación religiosa que, buscados por los propios peregrinos, fueron desviando el Camino de Santiago de la citada vía romana. En consecuencia, otros itinerarios adquirieron mayor importancia, como es el caso del actual Camino de Santiago Francés.
La calzada está formada por un terraplén, con una media de un metro de altura y miles de toneladas de zahorra natural (empedrado) transportadas y puestas en obra. En aquellas zonas en las que el terraplén ha sido abandonado por el tránsito rodado, los cantos rodados de la superficie presentan incluso líquenes que delatan su exposición secular a la intemperie. La bondad de este firme queda patente en los veinte siglos de uso continuado sin adicciones ni arreglos de entidad. La llanura de esta zona de la Meseta está formada en su mayor parte por tierras arcillosas que son imposibles de transitar con tiempo húmedo. Esto hace indicar que la infraestructura de la vía romana era el mejor refugio para realizar el peregrinaje.
Entre Calzada del Coto y Mansilla de las Mulas el tránsito de peregrinos por el Camino de Santiago Francés (que pasa por Bercianos del Real Camino, El Burgo Ranero y Reliegos), ha sido frecuente y compartido con el trayecto por la Calzada Romana desde muy antiguo. La inexistencia de núcleos poblados durante decenas de kilómetros en la variante de la vía romana habría pesado mucho para que los peregrinos tomen esta decisión, a pesar de las buenas condiciones de tránsito de la calzada romana respecto al camino francés. 
A partir de la década de 1990, la Junta de Castilla y León impulsa la promoción turística y cultural del Camino de Santiago Francés. En el tramo comprendido entre Calzada del Coto y Mansilla de las Mulas se habilita una senda peatonal arbolada y dotada de cierto mobiliario urbano. Por el contrario, no se realiza ninguna actuación de interés en el trazado de la histórica Calzada Romana. Tan solo se colocan ciertos hitos en el medio del terraplén para que no lleven a confusión a los caminantes. De este modo, se desperdicia la posibilidad de recuperar la Calzada Romana para su uso lúdico y turístico. En respuesta, los alcaldes de las localidades afectadas se han unido para solicitar ante las administraciones competentes el mismo trato que se ha otorgado al Camino de Santiago Francés.
Los trabajos de concentración parcelaria, así como la posterior construcción del Canal Bajo de los Payuelos, han puesto en jaque varios tramos de la calzada romana. El firme ha sido intervenido por estos trabajos y destruido en muchos tramos. En otros casos, se han modernizado las parcelas sobre el propio trazado de la Calzada Romana de los Peregrinos. Algunos colectivos han denunciado esta destrucción. Las pérdidas irreparables se calculan en más de cincuenta metros. Incluso los ayuntamientos de la zona han aprobado mociones solicitando al gobierno autonómico que vele por la conservación de este preciado patrimonio cultural.

### Cañada Real de la Mesta
Por Reliegos pasaba uno de los ramales de la Cañada de la Mesta, concretamente la Cañada Real Leonesa Occidental. En esta zona era también conocida como Camino Real de Merinas y por ella transitaban extensos rebaños de ovejas. La cañada sirvió también para fraguar los límites territoriales entre Luengos y Reliegos; así como entre Reliegos y Santas Martas. Incluso su plataforma sirvió para construir una carretera, la  N-601 , que discurre en esta zona sobre lo que fue la cañada, pues actualmente ha desaparecido. No obstante, aún se conservan numerosos cordeles, coladas y veredas.

### Camino de Santiago Francés
El Camino de Santiago Francés es el itinerario más transitado en España para la peregrinación a Santiago de Compostela y surca el norte de la península ibérica hasta el extremo occidental, siendo la ruta troncal a la que van afluyendo, a lo largo de su recorrido, los peregrinos que transitan por otras rutas jacobeas procedentes de diferentes partes de España.
Esta ruta, dada su extraordinaria riqueza cultural, artística y paisajística, está inscrita, desde 1993, como Patrimonio de la Humanidad por la UNESCO. También es el primer Itinerario Cultural Europeo (1987), una etiqueta creada por el Consejo de Europa para promover una cultura europea común. Además, en 2004 obtuvo el Premio Príncipe de Asturias de la Concordia. Ese mismo año recibió la consideración de Gran Itinerario Cultural Europeo. Por otra parte, la ruta tiene la protección de Bien de Interés Cultural en todas las comunidades autónomas que atraviesa.
La localidad de Reliegos es paso obligado del Camino de Santiago Francés, que atraviesa la localidad de sureste a noroeste a través de dos calles cuyos nombres son muy significativos: la Calle Real y su prolongación, conocida como Calle Camino Real. Aunque no existe un criterio estandarizado, es habitual incluir este enclave dentro de la etapa comprendida entre El Burgo Ranero y Mansilla de las Mulas.

#### Etapa El Burgo Ranero - Mansilla de las Mulas
A las afueras de El Burgo Ranero se encuentra la Laguna de la Manzana, un humedal que fue utilizado como abrevadero para animales hasta hace pocos años. Este humedal es protagonista de una popular leyenda que da respuesta al origen de su peculiar nombre y en la que también aparece la figura de un peregrino. Hoy en día, está protegida y constituye el hábitat de determinadas especies de anfibios, rapaces y anátidas. Todo el perímetro de la zona está acondicionado para poder ser visitado. Además, hay bancos, papeleras y una zona arbolada. Después de dejar atrás las últimas viviendas, emerge una senda peatonal arbolada que discurre paralela a la carretera  LE-6615 . El cementerio municipal primero, y poco después un crucero, son las últimas referencias antes de adentrarse en una larga recta que parece interminable. El paisaje es puramente terracampino, con impresionantes llanuras cultivadas, de escasas ondulaciones y casi deforestadas. En el kilómetro 2,5 de la etapa existe una pequeña área de descanso situada en la vera del valle surcado por el Arroyo de la Granja. Después de superar esta vaguada, se encuentra el límite de los términos municipales de El Burgo Ranero y Santas Martas (Villamarco). En el kilómetro 4,5 hay otro valle sobre el que fluye el Arroyo de Valdasneros. El torno al kilómetro 7 el camino cruza otra vaguada surcada por el Arroyo del Valle de Utielga, donde hay un área de descanso provisto de bancos, pérgolas, papeleras y árboles. En el horizonte se observan las instalaciones de la Escuela de Ultraligeros de Villamarco y justo enfrente, la Laguna de Costramillas. Pocos metros después, se cruza otra pequeña vaguada por la que fluye el Arroyo de Valdelasviñas, donde también existe una pequeña área de descanso. Un kilómetro después, se llega a un cruce de caminos. A la izquierda, parte el desvío a Villamarco, que está acondicionado con árboles y bancos. En el recorrido existe también una exposición al aire libre de aperos etnográficos creada por los propios vecinos del pueblo. Y a la derecha, un camino de tierra se dirige al Apeadero de Villamarco. La ruta continúa recta, para salvar mediante un puente las aguas del Canal Bajo de los Payuelos. Aquí, también hay una pequeña área de descanso habilitada por la Confederación Hidrográfica del Duero. Unos metros más adelante, se cruza el Arroyo Madriz de la Cava. La monotonía del paisaje y la rectitud de la ruta ofrece un pequeño respiro cuando la pista dibuja una curva y salva por debajo las vías del ferrocarril Palencia - León (km 10,6). En la vaguada posterior se cruza el Arroyo de Valdearcos, el mayor curso de agua de toda la etapa. Luego, se toma otra pronunciada curva para acceder al paraje denominado Valle de Santa María, donde existe un área de descanso, así como manantiales y un arroyo homónimo. Después de superar un leve repecho, se observa un nuevo crucero. La senda comienza a descender para adentrarse en Reliegos, localidad agazapada hasta el último momento ante los ojos de los peregrinos. Se atraviesa Reliegos de punta a punta, a través de la Calle Real y su prolongación Calle Camino Real. A la salida del pueblo, existe un área recreativa presidida por la estatua del Homenaje al Peregrino y una zona deportiva. De nuevo aparece la pista arbolada que se dirige hasta Mansilla de las Mulas. Ahora sí, el paisaje cambia. Las llanuras de cereal se contraponen cultivos verdes, decorados por estructuras gigantes de riego por aspersión. El refrán «La legua bien medida, de Reliegos a Mansilla», establece la distancia de una legua (entre 5.573 y 5.914 metros) entre ambas localidades. Un kilómetro después de dejar atrás Reliegos, aparece un gran viaducto que sobrevuela la Autovía Valladolid - León. Más tarde, se cruza bajo los pies del caminante el Arroyo de la Praderona. El camino dibuja una curva que marca el término territorial de Santas Martas (Reliegos) y Mansilla de las Mulas. Tras pasar bajo las torres de una gigante línea eléctrica de REE y por encima de un pequeño puente que salva el Arroyo Grande, hay un área de descanso al borde de la pista arbolada, en el kilómetro 16,7. Justo al lado, se levanta una fábrica de prefabricados de hormigón, propiedad del Grupo Tragsa. La senda arbolada continúa durante un kilómetro más, para desaparecer al borde del viaducto que salva la  N-601 . Aquí hay otra área de descanso, acompañada de un crucero. Después de cruzar la carretera, es necesario sortear el Canal del Porma antes de entrar definitivamente en Mansilla de las Mulas, a través de la Calle Camino de Santiago.

### Hospital medieval de peregrinos
El Camino de Santiago Francés atraviesa Reliegos desde el siglo XII, como así atestiguan las rutas de peregrinación de la época. En estos documentos se cita la existencia de un pequeño hospital para atender a los peregrinos. En la actualidad, se conserva parte de su estructura. El hospital estaba situado en la Calle Real, por donde históricamente pasan los peregrinos que atraviesan la localidad. Del edificio original tan solo se conserva parte de los muros exteriores, que fueron construidos con materiales nobles. El resto de la edificación, así como su distribución interior corresponde a remodelaciones efectuadas en épocas posteriores que nada tienen que ver con el uso primigenio del mismo. 
Con el objetivo de salvaguardar este histórico edificio, el Ayuntamiento de Santas Martas, en aplicación de su Normativa Urbanística, ha designado que el antiguo hospital se encuentra dentro del Entorno de Protección del BIC del Camino de Santiago Francés. Además, lo ha declarado Edificio de Interés Arquitectónico.

### Iglesia de San Antonio Abad
La Iglesia Fortificada de San Antonio Abad era un templo originario del siglo XV. Su ubicación era muy estratégica, ya que se encontraba en un altozano desde el que se ofrecían vistas panorámicas de todo el territorio existente a su alrededor, a unos 837 msnm. Por ello, tuvo función de vigía y fortaleza en tiempos de la Reconquista. El templo tenía una sola nave de 30,00 m. de longitud, incluido el presbiterio; y 8,08 m, de anchura, apoyada sobre cinco contrafuertes a cada lado. En la parte lateral izquierda de la iglesia, se encontraban adosadas las paneras donde se recogía el diezmo. En la parte posterior se encontraba el cementerio, que es el mismo lugar que ocupa actualmente.   
El arquitecto de la Diócesis de León, Juan Crisóstomo Torbado, en fecha 24 de septiembre de 1939, emitió un informe pormenorizando las causas del derrumbe del templo. En el documento se dice textualmente:

En las armaduras de la nave del actual Templo parroquial quedan aún restos del antiguo artesonado, que deben recogerse cuando dicha nave sea desmontada (...).  Procedente de la antigua iglesia existe una escultura en madera policromada de la Virgen sentada con el Niño a la izquierda, de últimos del siglo XII o principios del XIII del clásico tipo de Vírgenes románicas, en el que ya se vislumbran atisbos del arte gótico, lo que hace ser un ejemplar muy interesante digno de ser cuidadosamente conservado, evitando por todos los medios que sea repintada, como ya se ha hecho con las manos y caras (...). Su plegar fino y apropiada expresión avaloran el conjunto

La torre, construida en tapial y revestida de ladrillo, fue deteriorándose con el paso de los años. Finalmente, el día 11 de diciembre de 2000, a las 16 horas, se desplomó.
Con el objetivo de salvaguardar los escasos restos de este histórico edificio, el Ayuntamiento de Santas Martas, en aplicación de su Normativa Urbanística, ha declarado los restos de la antigua Iglesia Fortificada de San Antonio Abad como Yacimiento de Interés Arqueológico.

### Iglesia de San Cornelio y San Cipriano
La actual Iglesia fue levantada en época contemporánea y originalmente tuvo funciones de ermita. En la primera mitad del siglo XX, después de abandonar la antigua iglesia por riesgo de derrumbe, adquiere el calificativo de Iglesia Parroquial. Está dedicada a San Cornelio, vigésimo primer papa de Roma, y a San Cipriano, obispo de Cártago. Ambos son preclaros personajes del cristianismo del siglo III que fueron martirizados en los años 253 y 258, respectivamente. 
En su interior se conserva parte de los enseres, imágenes, pinturas y artesonados del anterior templo derrumbado. Destaca una escultura en madera policromada de la Virgen María sentada con el Niño Jesús a la izquierda, de finales del siglo XII o principios del XIII, en el que ya se perciben atisbos del arte gótico. También es destacada una hermosa talla puramente gótica originaria del cercano despoblado de Escarbajosa; su último habitante, una mujer, trajo esta imagen en brazos hasta Reliegos. De gran valor son las tallas barrocas, provenientes también de la vieja iglesia, San Antonio Abad, San Lázaro vestido de peregrino, los patronos San Cornelio y San Cipriano, así como el Cristo crucificado que preside en la cabecera de la iglesia. Del mismo modo, son igualmente interesantes la escultura del Niño Jesús de la VII Angustia y la pequeña talla de la Virgen del Pilar con el Niño en brazos. El resto de imágenes, tienen mayor valor sentimental y religioso que artístico, son figuras seriadas de Olot.

### Trinquete
En una parcela que colinda con las dos principales calles de la localidad, Calle Real y Calle Cantas, se levanta el antiguo trinquete. Aquí, durante décadas, los jóvenes de la localidad dedicaban el tiempo libre a jugar a pelota mano. Esta cancha fue construida en el año 1927, como así atestigua una vetusta inscripción que se conserva en el pináculo central que lo adorna. La obra fue ejecutada por los propios vecinos del la localidad, mediante el sistema de hacendera tan común en aquellos años. Los materiales empleados fueron argamasa y cantos rodados de diferentes tamaños, procedentes de los lechos de los arroyos cercanos. La estructura consta de una sola pared frontal, llamada en el argot frontis. Esta pared posee una línea que delimita la altura mínima por encima de la cual habría que devolver la pelota al frontis. En este caso, la marca fue realizada hundiendo una gruesa soga en la argamasa cuando aún estaba tierna. 
En el año 2017, al amparo de la convocatoria de subvenciones para la Restauración de Patrimonio Inmueble de Interés Etnográfico que otorga anualmente la Diputación Provincial de León a través del Instituto Leonés de Cultura, el Ayuntamiento de Santas Martas, realizó importantes obras de consolidación, mejora y restauración de este trinquete.

### Arquitectura popular leonesa

#### Caseríos
El caserío de Reliegos es un buen ejemplo de la arquitectura tradicional leonesa en la que el barro es el elemento constructivo básico. Este tipo de fábrica se reproduce por toda la Vega del Esla, aunque también son muy frecuentes en las cercanas comarcas de Tierra de Campos, Los Oteros, El Páramo y Tierras de León.
Las casas no tienen una tipología uniforme, sino que dentro de un cuadro general, se observan particularidades locales, tanto en los elementos empleados como en la estructura de las propias viviendas. Aquí, el material más empleado es el barro en forma de adobe y tapial, con escasos vanos que se forman mediante cargaderos de madera empotrados en el barro. Las cubiertas de los caseríos son de teja árabe asentada también con barro sobre las estructuras de zarzo y madera. Algunas casas fueron levantadas utilizando el canto rodado procedente de los lechos de los arroyos cercanos. A veces, las puertas y ventanas se enmarcan en un paño de ladrillos rematados en una pequeña cornisa o tejaroz. La mayoría de los forjados de las viviendas, consisten en una serie de viguetas, separadas entre 50 ó 100 cm y encima un simple tablero de entarimado. En algunos casos, estas composiciones se complementan con un techo de cielo raso de cañizo, y en construcciones más nobles, de piezas cerámicas cogidas y revestidas con yeso. Los edificios sencillos tienen una sola planta (cocina, dependencias, panera y dormitorios) y sobrado. La existencia de patio central o corral es común y desde él se accede a la casa y a las cuadras y pajares.

#### Palomares
Los palomares son otro de los elementos que componen la arquitectura popular leonesa. Al igual que las viviendas, los muros están construidos a base de barro, adobe o tapial. Mientras que los tejados están formados nuevamente por madera y teja árabe. La forma de la construcción puede ser muy dispar: circular, cuadrada o poligonal. A ello hay que añadir una variante más: la existencia o ausencia de patio interior. Aunque en Reliegos predomina la planta cuadrangular y rectangular sin patio interior, hay un ejemplar que destaca por encima del resto debido a la rareza de su planta, ya que es octogonal. Muchos están coronados por troneras, pináculos, cenefas o filigranas; formas que recuerdan a las construcciones orientales, como las pagodas chinas. Estos detalles son influencias del gusto por lo oriental que se propagó en España durante el siglo XIX. Las paredes interiores están provistas de multitud de oquedades, donde anidan las palomas y el acceso de estas aves solo es posible a través de pequeñas aberturas situadas en el tejado. Por el contrario, el propietario del palomar accede al interior a través de una puerta de madera para dejar alimento, agua, recolectar los pichones y retirar la palomina que se utiliza para el abono de los cultivos. Estas construcciones son frecuentes en Tierra de Campos, Páramo, Órbigo y Esla. En las comarcas de La Cabrera, Omaña y El Bierzo se emplean otro tipo de materiales: piedra para las paredes y pizarra para los tejados. Su morfología también difiere bastante de los palomares que abundan en esta zona de la provincia.

#### Bodegas
En épocas pasadas, la vid tuvo cierta importancia en la economía local. Por ello, proliferaban las bodegas. Se trata de cuevas horadadas en las tierras arcillosas presentes en lomas o promontorios. Su interior está estructurado en forma de galerías que dan acceso a pequeñas dependencias. Originalmente, las bodegas estaban destinadas a la preparación, crianza y cuidado del vino, porque en su interior se consigue una temperatura constante que ronda los 14 ó 15 grados, ofreciendo una estabilidad térmica a los vinos. En la actualidad, son usadas por las familias para merendar, para abrigarse del frío en los duros inviernos y resguardarse de los calores del verano. También para conservar ciertos alimentos. Algunas bodegas se han aprovechado para abrir originales mesones donde comer a precios muy económicos.

#### Colmenares
Adosados a las paredes de algunos caseríos, aún se conservan interesantes colmenas de mimbres revocadas con barro. En su interior, las abejas han construido panales según los criterios marcados por cada colonia de abejas. Los conjuntos de colmenas que no están empotrados en las paredes de las casas, están protegidos por estructuras de barro madera y teja árabe, lo que recibe la denominación de colmenar.

### Escultura urbana
| Nombre                      | Año  | Autor                        |
| --------------------------- | ---- | ---------------------------- |
| Crucero                     | -    | -                            |
| Homenaje al Peregrino       | 2013 | Valentín Yugueros            |
| Placa al Meteorito Reliegos | 2016 | Miguel Ángel de León Cadenas |
| Conchas jacobeas            | 2019 | Javier Fernández García      |

## Cultura

### Museos
Existe diferente patrimonio histórico procedente de Reliegos que se encuentra repartido por diferentes museos y salas expositivas del país. 
El Museo de León acoge una estela discoidea anepígrafa labrada en piedra arenisca. Se trata de un monumento conmemorativo con forma de disco y carente de inscripción que se erige sobre el suelo en forma de lápida, pedestal o cipo. Este monumento fue localizado de forma accidental hacia 1995 por un matrimonio que se dedicaba al pastoreo, en el paraje conocido como Valle de Valdiurán, en el término de Reliegos. Los expertos datan su origen entre los siglos XII y XIV. Para su estudio y custodia, fue entregada de forma altruista al Museo de León. Actualmente la estela discoidea anepígrafa de Reliegos forma parte de la exposición permanente del museo y se puede contemplar en la segunda planta del edificio Pallarés, en la sección dedicada a la Edad Media.
Durante los meses de abril y mayo de 2007, el Centro Comercial Espacio León, acogió una exposición de los mejores pendones concejiles leoneses procedentes de diferentes localidades de la provincia. Entre los 35 estandartes presentes, se encontraba el pendón concejil de Reliegos, así como una réplica del mismo a menor tamaño.
En el año 2007, la Casa de las Carnicerías de León albergó una exposición temporal dedicada a los cientos de herramientas y vehículos agrícolas en miniatura fabricados por Demetrio Santamarta, vecino de Reliegos. Este octogenario ha dedicado gran parte de su vida a reproducir de manera artesanal todo tipo de artilugios empleados durante la primera mita del siglo XX en el campo leonés. En la actualidad, la amplia colección aguarda en su domicilio particular, a la espera de poder ser depositada en algún museo.

## El meteorito
Eran las ocho de la mañana del 28 de diciembre (Día de los Santos Inocentes), de 1947, como todos los días, a esa hora, los vecinos se levantaban para realizar las labores agrícolas y sacar a pastar sus ganados. 
Todo estaba tranquilo hasta que un fuerte ruido asustó la mente de los habitantes de Reliegos. Algunos vecinos creían que era un avión que se había estrellado, otros pensaban que era una explosión. Era un meteorito que había caído en la Calle Real muy cerca de un carro agrícola y a 5´5 metros de la casa de Ramira Santa Marta, una de las personas que todavía viven y recuerdan aquel suceso. El meteorito estaba hundido a una profundidad de 35 centímetros. Es un condrito tipo L5 y su peso es de 8´900 kilogramos. 
Este meteorito es el último catalogado en España. Actualmente está expuesto en el Museo Nacional de Ciencias de Madrid.

## El Pendón
En documento más antiguo conocido en el que se menciona en pendón de Reliegos de las Matas data de un 18 de junio de 1288. 
En el año 2003, la Junta Vecinal destinó gran parte de sus ingresos en la restauración el pendón, pues se encontraba en pésimas condiciones. La anterior tela databa del año 1917. La vara posee una altura que supera levemente los 7.5 metros de altura. Hoy día se emplea en las fiestas y actos religiosos especiales. Normalmente es portado por los mozos del pueblo.

## La Pendoneta
La pendoneta es la señal de la Cofradía de Ánimas. 
Se utilizaba para acompañar el féretro desde la casa del difunto hasta el templo, durante la misa y camino del cementerio. 
También se utilizaba en la misa de Todos lo Santos (1 de noviembre), y el 2 de noviembre que se celebraba misa por Todos los Difuntos. 
La pendoneta de Reliegos de las Matas tiene cuatro franjas de seda negra unidas entre sí por galones bordados en hilo de oro. 
2006, fue el año en el que la Asociación "Amigos de Pendón" y la Junta Vecinal financiaron entre ambas instituciones la fabricación de una nueva tela de los mismo colores que los del pendón (rojo y verde), ya que el estado de la tela original que también data del año 1917, la negra, no era el más satisfactorio. De esa forma, la pendoneta puede acompañar sin ningún problema al pendón a todos los actos a los que acuda. A parte de la tela, también se ha hecho una nueva vara, pues la original estaba quebrada en lo más alto con lo que su altura apenas se aproximaba a los tres metros, pero después de muchas investigaciones se supo que en realidad era de 5 metros. La tradición ha cambiado, ya que en los entierros era llevada por los mozos del pueblo, pero en la actualidad es dirigida por las mozas y por los más jóvenes que todavía el pendón les "viene un poco grande".

## Gastronomía
El tomate era el producto por el que Reliegos era conocido en toda España, pues en otras épocas este producto era llevado hasta los mercados de la capital española. Hoy en día esto ya no es así, por la falta de agricultores. 
El cordero guisado en pota de barro al fuego lento, que se cocina tradicionalmente en las fiestas patronales.
Por Semana Santa se hacían unas galletas y caramelos con almendras muy ricos en sabor.